# Ілісос
Ілісо́с (грец. Ιλισός), Іліссос — річка в Аттиці, нині замурована у бетон. Названа за однойменним річковим богом у давньогрецькій міфології. Своє ім'я Ілісос дав одному з районів Афін Ілісія.
Річка має два джерела: на верхніх схилах гори Іметт поблизу монастиря в Кесаріані і в Кареас, поблизу церкви святого Іоанна Богослова. Впадає Ілісос в затоку Фалірикос. Розход води на відкритій ділянці становить 270 м³/с.

## Історія
В античну добу Іліссос протікав поза міським муром полісу Стародавніх Афін і слугував одним з природних кордонів Афінського акрополя.
До середини 20 століття річка протікала вздовж сучасних вулиць Міхалокопулу та Калліроїс, просто перед входом до стадіону «Панатінаїкос». В період весняної повені часто траплялись паводки, тому ця місцевість отримала назву «Жаб'ячий острів».
Пізніше її було сховано під проспектом Короля Константіна. Нині Ілісос власне в Атенах протікає поверхнею лише на невеличкій ділянці своєї течії поблизу Храму Зевса Олімпійського.

## Храми на Ілісосі
На березі Ілісоса був зведений невеличкий іонічний храм, схожий на Храм Ніки Аптерос на Акрополі. Зображення храму міститься лише у серії малюнків, виконаних Джеймсом Стюартом та Ніколасом Реветтом. Донині від храму збереглись тільки фундамент, кілька плит та скульптурних фрагментів, вони датовані близько 450—448 до н. е..
Поблизу сучасної вулиці Ардітту на березі Ілісоса побудований ранньохристиянський храм Святого мученика Леоніда, побудований у 5 столітті та пов'язаний з правлінням в 11 столітті візантійської імператриці Євдокії Макремволітісси.

## Галерея

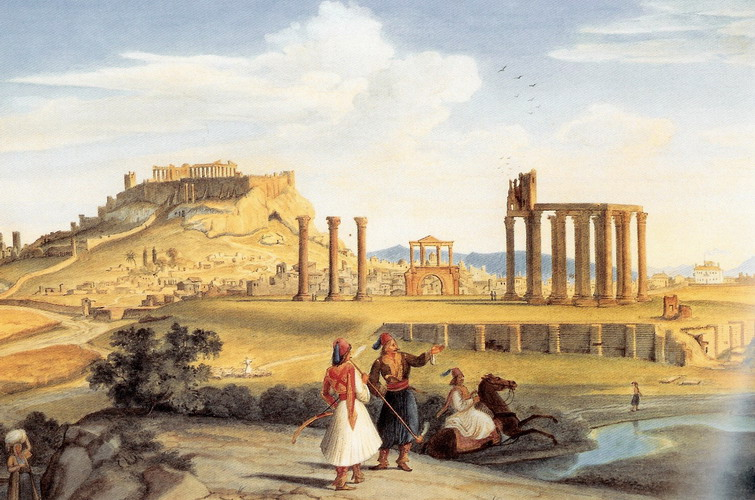
Храм Зевса Олімпійського, Йоганн Міхаель Віттмер
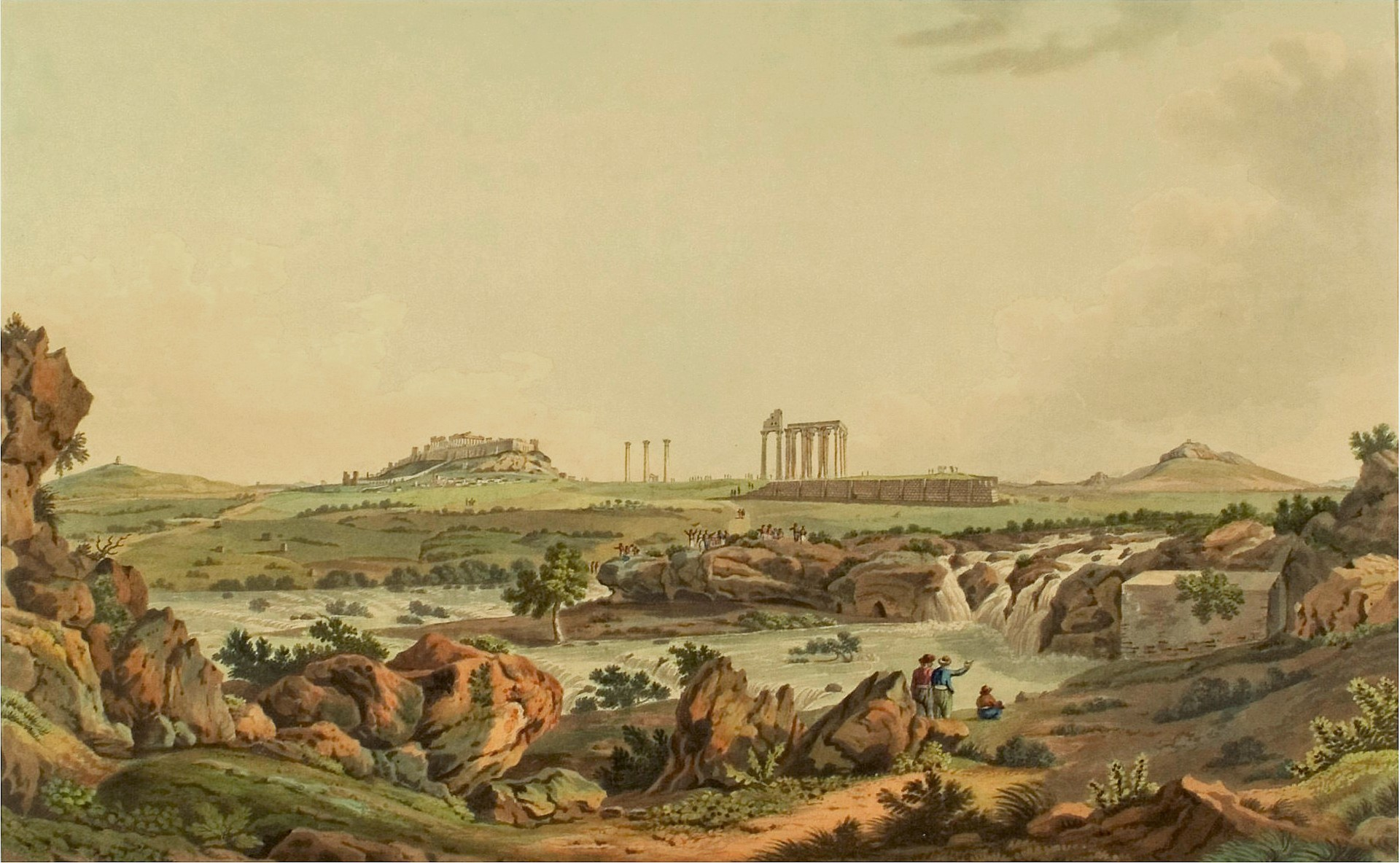
Храм Зевса Олімпійського, Едвард Додвелл
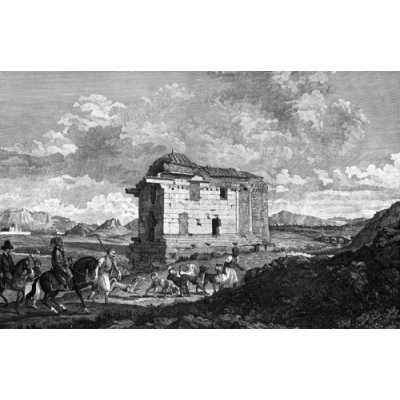
Іонічний храм на Ілісосі, Стюарт і Реветт
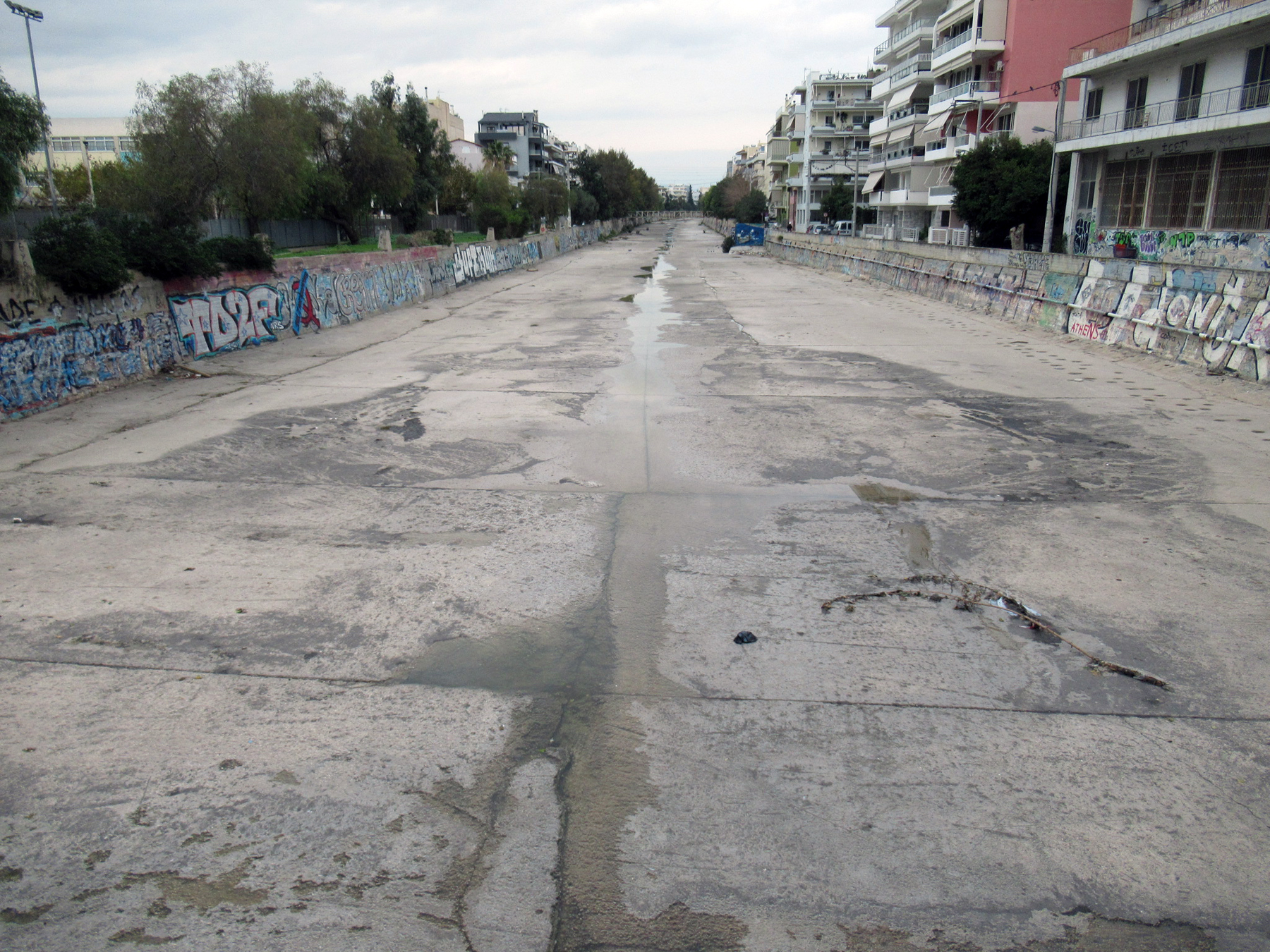
Пересохле річище — межа муніципалітетів Мосхато та Каллітея